# Schoenlandella deserta
Schoenlandella deserta är en stekelart som först beskrevs av Telenga 1955.  Schoenlandella deserta ingår i släktet Schoenlandella och familjen bracksteklar. Inga underarter finns listade i Catalogue of Life.